# Kitki
Kitki – wieś sołecka w Polsce położona w województwie mazowieckim, w powiecie mławskim, w gminie Dzierzgowo.
| SIMC    | Nazwa  | Rodzaj    |
| ------- | ------ | --------- |
| 0114235 | Rogale | część wsi |

W latach 1975–1998 miejscowość administracyjnie należała do województwa ciechanowskiego.